# Absolute Boyfriend (serie de televisión)
Absolute Boyfriend (hangul: 절대 그이; RR: Jeoldae Geui), es una serie de televisión surcoreana transmitida del 15 de mayo del 2019 hasta el 11 de julio del 2019 a través de OCN. La serie está basada en el manga japonés "Zettai Kareshi".

## Historia
La serie sigue a Da-da, una mujer que trabaja como maquilladora de efectos especiales, mantiene una relación insatisfactoria con una estrella de la televisión en ascenso, Wang-joon, quien por siete años ha mantenido el noviazgo en secreto y no tiene intención de continuar con ella.  Debido a ello, ahora Da-da tiene un corazón frío, pero su vida cambia cuando inesperadamente se enamora de Young Goo, un robot humanoide programado para ser el novio perfecto. A medida que Da-da y Young Goo se acercan y se enamoran el uno del otro, un hombre misterioso intenta dañar a Da-da amenazándola con romper con Wang-joon, quien secretamente la quiere de vuelta. Mientras tanto, Diana, la propietaria original de Zero Nine (Young Goo), intenta recuperarlo.

## Reparto

### Personajes principales
| Actor          | Personaje               | Ocupación                          | N.º de episodios | Duración |
| -------------- | ----------------------- | ---------------------------------- | ---------------- | -------- |
| Minah          | Uhm Da-da               | Maquilladora de Efectos Especiales | 32               | 2019     |
| Yeo Jin-goo    | Young Goo / Zero Nine   | Robot / Novio de DaDa              | 32               | 2019     |
| Hong Jong-hyun | Ma Wang-joon / Zero Ten | Actor famoso / exnovio de DaDa     | -                | 2019     |

### Personajes secundarios
| Actor           | Personaje     | Ocupación                                                 | Nº de episodios | Duración |
| --------------- | ------------- | --------------------------------------------------------- | --------------- | -------- |
| Hong Seo-young  | Diana         | Dueña Original de "Zero Nine"                             | -               | 2019     |
| Choi Sung-won   | Nam Bo-won    | Empleado en "Kronos Heaven" / Creador de Young-gu         | -               | 2019     |
| Gong Jung-hwan  | Ko Ji-seok    | Líder del Laboratorio de Investigación de "Kronos Heaven" | -               | 2019     |
| Kwon Hyun-sang  | Hwang In-hyuk | Empleado de "Kronos Heaven"                               | -               | 2019     |
| Cha Jung-won    | Bae Kyu-ri    | Maquilladora de Efectos Especiales / Amiga de Da-da       | -               | 2019     |
| Kim Do-hoon     | Yoo Jin       | Maquilladora de Efectos Especiales                        | -               | 2019     |
| Ha Jae-sook     | Yeo Woong     | Manager de Wang-joon                                      | -               | 2019     |
| Hong Seok-cheon | Geum Eun-dong | Agente de Wang-joon en "KIN Entertainment"                | -               | 2019     |
| Choi Joo-won    | Hwa-ni        | Famoso en "KIN Entertainment"                             | -               | 2019     |
| Go Jung-min     | Park-ran      | Directora de la Compañía que Heredó Diana                 | -               | 2019     |

### Otros personajes
| Actor        | Personaje   | Ocupación | Episodio donde apareció | Duración |
| ------------ | ----------- | --------- | ----------------------- | -------- |
| Lee Seung-il | Ma Gwi-hoon | Actor     | 36                      | 2019     |

### Apariciones especiales
| Actor         | Personaje | Ocupación      | Episodio donde apareció | Duración |
| ------------- | --------- | -------------- | ----------------------- | -------- |
| Yoon Shi-yoon | Shi-yoon  | Actor          | 2                       | 2019     |
| Jung In-gi    | -         | Padre de Da-da | 5                       | 2019     |

## Episodios
La serie estuvo conformada por 40 episodios, los cuales fueron emitidos todos los miércoles y jueves (dos episodios seguidos) a las 22:00 (KST).

## Música
El OST de la serie estuvo conformada por 8 partes:

## Producción
En febrero del 2018 se anunció que la cadena OCN realizaría un remake del exitoso drama japonés "Absolute Boyfriend".
La serie fue previamente conocida como "Romantic Comedy King; Rom-Com King (로코킹)".
Fue dirigida por Jung Jung-hwa y contó con el escritor Yang Hyukmoon. 
Originalmente el papel principal femenino se le había ofrecido a Song Ji-hyo, sin embargo lo rechazó, lo mismo pasó con el actor Chun Jung-myung a quien se le había ofrecido el papel de Ma Wang-joon, posteriormente el papel de Wang-joon se le ha ofrecido el rol al actor Hong Jong-hyun.
El 22 de junio del 2018 se realizó la primera lectura del guion.
El 15 de mayo del 2019 se realizó la conferencia de prensa con el elenco principal y el director.